# فلامنغو لكرة السلة
فلامنغو لكرة السلة (بالإنجليزية: Flamengo Basketball)‏ هو فريق كرة سلة برازيلي تأسس في 1895 يقع في ريو دي جانيرو، البرازيل.يلعب في الدوري البرازيلي لكرة السلة.

## أبرز اللاعبين
- افونسو إيفورا
- الفريدو دا موتا
- المير جيرونيمو

## وصلات خارجية
- الموقع الإلكتروني